# Голимін-Осьродек (гміна)
Гміна Голимін-Осьродек (пол. Gmina Gołymin-Ośrodek) — сільська гміна у центральній Польщі. Належить до Цехановського повіту Мазовецького воєводства.
Станом на 31 грудня 2011 у гміні проживало 3991 особа.

## Площа
Згідно з даними за 2007 рік площа гміни становила 110.55 км², у тому числі:
- орні землі: 91.00%
- ліси: 3.00%

Таким чином, площа гміни становить 10.40% площі повіту.

## Населення
Станом на 31 грудня 2011:
| Опис     | Загалом | Загалом | Чоловіки | Чоловіки | Жінки | Жінки |
| -------- | ------- | ------- | -------- | -------- | ----- | ----- |
| одиниця  | осіб    | %       | осіб     | %        | осіб  | %     |
| все      | 3991    | 100     | 2002     | 50.16    | 1989  | 49.84 |
| міське   | 0       | 100     | 0        |          | 0     |       |
| сільське | 3991    | 100     | 2002     | 50.16    | 1989  | 49.84 |

## Сусідні гміни
Гміна Голимін-Осьродек межує з такими гмінами: Гзи, Карнево, Красне, Опіногура-Гурна, Сонськ, Цеханув.